# Euselasia inconspicua
Euselasia inconspicua är en fjärilsart som beskrevs av Frederick DuCane Godman och Osbert Salvin 1878. Euselasia inconspicua ingår i släktet Euselasia och familjen Riodinidae. Inga underarter finns listade i Catalogue of Life.